# Ministerstwo Nauki i Szkolnictwa Wyższego Federacji Rosyjskiej
Ministerstwo Nauki i Szkolnictwa Wyższego Federacji Rosyjskiej (ros. Министерство науки и высшего образования Российской Федерации) – federalny organ władzy wykonawczej w Federacji Rosyjskiej, wyodrębnione z Ministerstwa Edukacji i Nauki Federacji Rosyjskiej. 